# Charles-André-Rémy Arnoult
 (juillet 2021).
La mise en forme du texte ne suit pas les recommandations de Wikipédia : il faut le « wikifier ».
Les points d'amélioration suivants sont les cas les plus fréquents. Le détail des points à revoir est peut-être précisé sur la page de discussion.
- Les titres sont pré-formatés par le logiciel. Ils ne sont ni en capitales, ni en gras.
- Le texte ne doit pas être écrit en capitales (les noms de famille non plus), ni en gras, ni en italique, ni en « petit »…
- Le gras n'est utilisé que pour surligner le titre de l'article dans l'introduction, une seule fois.
- L'italique est rarement utilisé : mots en langue étrangère, titres d'œuvres, noms de bateaux, etc.
- Les citations ne sont pas en italique mais en corps de texte normal. Elles sont entourées par des guillemets français : « et ».
- Les listes à puces sont à éviter, des paragraphes rédigés étant largement préférés. Les tableaux sont à réserver à la présentation de données structurées (résultats, etc.).
- Les appels de note de bas de page (petits chiffres en exposant, introduits par l'outil «  Source ») sont à placer entre la fin de phrase et le point final[comme ça].
- Les liens internes (vers d'autres articles de Wikipédia) sont à choisir avec parcimonie. Créez des liens vers des articles approfondissant le sujet. Les termes génériques sans rapport avec le sujet sont à éviter, ainsi que les répétitions de liens vers un même terme.
- Les liens externes sont à placer uniquement dans une section « Liens externes », à la fin de l'article. Ces liens sont à choisir avec parcimonie suivant les règles définies. Si un lien sert de source à l'article, son insertion dans le texte est à faire par les notes de bas de page.
- La présentation des références doit suivre les conventions bibliographiques. Il est recommandé d'utiliser les modèles {{Ouvrage}}, {{Chapitre}}, {{Article}}, {{Lien web}} et/ou {{Bibliographie}}. Le mode d'édition visuel peut mettre en forme automatiquement les références.
- Insérer une infobox (cadre d'informations à droite) n'est pas obligatoire pour parachever la mise en page.

Pour une aide détaillée, merci de consulter Aide:Wikification.
Si vous pensez que ces points ont été résolus, vous pouvez retirer ce bandeau et améliorer la mise en forme d'un autre article.
Pour les articles homonymes, voir Arnoult.
André-Rémy Arnoult (né le 11 août 1734,, à Bèze, Côte d’Or, avocat au parlement de Dijon, député aux Etats Généraux puis à l'Assemblée Constituante, procureur général syndic du département.

## Biographie
André-Rémy Arnoult est le fils de Jean-Baptiste Arnoult, notaire royal à Bèze et de Jeanne Dumay, mariés le 30 mai 1729 à Bèze, qui eurent 14 enfants.

### Avocat au Parlement de Dijon
Le 25 février 1765, il prête serment comme avocat au Parlement à Dijon. Son cabinet est rue derrière les Minimes, actuelle rue Buffon, à Dijon.
Il est désigné sous le nom C.H. Arnoult, (ce qui est une erreur) avocat consultant et plaidant au Parlement de Bourgogne dans l’Almanach du Parlement de Bourgogne pour 1788 et 1785.
Il est simultanément, conseil des Etats de la Province, bailli pour la justice temporelle de l’Evêché de Dijon, pour les terres qui y sont réunies, et pour plusieurs justices seigneuriales autour de Dijon, dont les communes de St Léger, Vernot, Villecombe et Comté de Saulon.
En 1773, selon différents auteurs,,,, c’est lui qui aurait plaidé dans l’affaire du singe et de la dame Pusset. C’est une erreur, ledit mémoire en question est signé « Arnoult puiné » ce qui n’a jamais été la signature d’André-Rémy Arnoult. C’est très vraisemblablement la signature de Jean-Baptiste Arnoult.
De décembre 1788 à décembre 89, il est 1er syndic de l’ordre des avocats.

### Député aux Etats Généraux puis à la Constituante
Le 8 avril 1789, il est élu député du tiers aux Etats Généraux pour le bailliage de Dijon, puis à la Constituante. Ses interventions sont peu nombreuses.
Le 11 août 1789, après la décision de la Constituante supprimant la dîme ecclésiastique, il propose son rétablissement sous forme d’un impôt versé par tous.
Le 15 septembre 1789, à l’occasion du débat sur l’inviolabilité de la personne du Roi, et les règles d’hérédité de la couronne, Arnoult propose de déclarer la branche espagnole de la Maison de Bourbon, exclue de la succession au trône. Certains auteurs voient dans cet épisode, une manifestation d’un proche de la Maison d’Orlénas
Le 15 octobre 1789, au moment du déménagement de l’Assemblée nationale de Versailles à Paris, il est membre de la commission chargée d’organiser le travail des commis de l’Assemblée nationale.
En novembre 1789, alors que l’approvisionnement en blé est un sujet majeur dans les provinces, où la famine rôde, il bloque une plainte de Lyon auprès de l’Assemblée Nationale pour violation de la Loi. Dijon et d’autres communes de Bourgogne qui se sont opposées, parfois violemment, à la sortie de convois de blé vers Lyon, encourent de lourdes sanctions.
Le 9 décembre 1789, il est nommé par ses collègues député de la Province de Bourgogne, comme l’un des commissaires pour la délimitation du futur département de la Côte d’Or. Il se consacre assidûment à ces négociations, pendant trois mois.
Le décembre 1789, il adresse un mémorandum au Comité de Division, que beaucoup d’historiens ont voulu considérer comme étant à l’origine de la délimitation et du nom du département. En réalité, il n’en est rien. Dans son arbitrage final, le Comité de Division ne tient aucun compte des propositions d'Arnoult.
Le 19 mai 1790, depuis Paris, il écrit à la municipalité de Dijon pour l’inciter, à prendre une plus grande part à l’acquisition de biens nationaux et à spéculer sur ces biens.
Le 21 juin 1790, un curieux rapport sur l’état sur l’état de désorganisation complète du Parlement de Dijon, plaidant en faveur des parlementaires : «… ce n’est pas mauvaise volonté de leur part, c’est une impossibilité physique. La Chambre des vacations est composée d’un président dont le père, octogénaire, est depuis trois mois à la dernière extrémité. Ce magistrat donne tous ses soins à son père , et on ne peut lui en faire un crime. Trois autres sont passés dans l’étranger ; à cela il n’y a pas encore de remèdes… » .
Le 23 avril 1791, il fait un rapport au nom des Comités féodal, des domaines, de l’agriculture et de commerce sur le cours des fleuves. Il propose la nationalisation des fleuves et rivières navigables.
Le 10 mai 1791, il fait un rapport au nom du Comité des Domaines sur les baux à convenants ou baux à domaines congéables, qui intéressent trois départements bretons.
Le 24 juin 1791, il écrit une lettre personnelle au directoire de la Côte d’Or, ARNOULT donne une information détaillée de tout ce qu’il sait de la fuite du Roi et de son retour à Paris.
En juillet 1791, c'est la fin de son mandat de député.

### Procureur Général Syndic du département de la Côte-d'Or
Le 6 septembre 1791, il est élu procureur général syndic de la Côte d’Or.
Le 11 octobre 1791, il prête serment en séance du directoire du département.
Pendant son mandat, Arnoult, est, par fonction, de toutes les décisions du directoire du département, pour la mise en œuvre des réformes révolutionnaires, qu’elles concernent les arrestations révolutionnaires, les prêtres réfractaires, la confiscation des biens des émigrés. C’est une période très sombre, les approvisionnements sont difficiles et provoquent des émeutes. La guerre est là, ponctionnant le peuple, jetant la suspicion sur les aristocrates et les prêtres non assermentés, ennemis de l’intérieur. On proclame la Patrie en danger en juillet 1792. On enrôle à tour de bras, il faut choisir ceux qui auront « l’honneur de servir ». Il faut attendre Valmy, fin septembre, pour une première victoire des armées révolutionnaires.
Le 1er avril 1792, le Comte de Chastenay, écrit à Arnoult, son ex-collègue à la Constituante, pour s’élever contre les mesures « injustes et cruelles » prises par le département contre les prêtres il accuse en même temps la violence des lois contre l’émigration. Arnoult fait conserver cette lettre, inscrivant de sa main, en marge « conserver la lettre à cause du cachet ».
En 1792, il patronne, on imagine contre une juste rétribution, l’édition des six volumes de la Collection des décrets des Assemblées, Constituante et Législative, éditée à Dijon par l’imprimeur CAUSSE. ouvrages, imprimée sur papier Velin en 4°. Ce n’est qu’une compilation des textes législatifs, sans aucun enrichissement, ni analyse.
Le 15 décembre 1792, c'est la fin de son mandat de procureur général syndic au département de la Côte d’Or.

### Conseil et écrivain
Arnoult s’installe dans la maison familiale de Bèze, il met à profit son expérience professionnelle dans des activités de conseil, et il écrit.
Le 28 janvier 1793, depuis Bèze, Arnoult adresse un courrier à la famille Vaillant-Meixmoron à Dijon (ancien Président de la Chambre des Comptes de la Province de Bourgogne). Sa lettre est très prudente, il évoque à demi-mot, une affaire dont il se propose d’aider à la résolution. Les archives de la Côte d'Or détiennent plusieurs documents qui confirment une relation régulière d’affaires entre Arnoult et les Meixmoron.
21 juin 1794/2 prairial an II, la lettre du Comte de Chastenay du 1er avril 1792 (voir supra), est dénoncée par le département de la Côte d’Or à l’accusateur public Fouquier-Tinville. Les armoiries, mal dissimulées, laissent voir une couronne et puis, la lettre contient «… des expressions tellement marquées au coin du modérantisme et de l’aristocratie que nous n’avons pas cru devoir balancer à vous la dénoncer ». De Chastenay est arrêté et transféré à la Conciergerie à Paris, où il a un échange très violent avec Arnoult, lui-même prévenu de « correspondance contre-révolutionnaire et rapport avec des émigrés, dont un dénommé Erard-Louis-Guy Chastenay ». La détention d’Arnoult est brève, six jours, tandis qu’il faudra trois mois d’emprisonnement et de nombreuses interventions avant que de Chastenay, soit acquitté par le tribunal révolutionnaire, le 20 septembre, et après que les administrateurs du département aient reconnus que la dénonciation était abusive.
En 1794, il écrit un étonnant manuscrit d’une centaine de pages, vraisemblablement rédigé en 1794/1795, manuel champêtre ou recueil alphabétique à l’usage des habitants de la campagne. C’est le « fruit de l’ennui d’une longue maladie ». Y sont méticuleusement compilées, des considérations sur l’agriculture, l’arboriculture, … la fabrication de confitures, du ratafiat, … du vin. Arnoult l’adresse à MERLIN de DOUAI, alors membre très influent de la Convention nationale (sept 1792 à octobre 1795), puis Ministre de la Justice, du 12 brumaire an IV à la fin de l’an V, vraisemblablement en remerciement de son intervention en sa faveur en juillet 1794.
Le 28 août 1796 (11 fructidor an IV), il décède à Bèze.